# رزی آرمن
رُزی آرمن (ارمنی: Ռոզի Արմեն؛ زادهٔ ۱ مه ۱۹۳۹) خواننده و موسیقی‌دان فرانسوی ارمنی‌تبار است. وی بیشتر به زبان‌های ارمنی و فرانسه آثاری خلق نموده‌است با این وجود وی به زبان‌های انگلیسی آلمانی اسپانیایی و ایتالیایی نیز ترانه‌های اجرا نموده‌است.

## زندگی‌نامه
رزی هوهانسیان آرمن در ۱ مه ۱۹۳۹ در پاریس، فرانسه به دنیا آمد. پدرش، کورچود هوهانسیان از اهالی ناخیجوان و مادرش نوارت آلوزیان از اهالی حومه آنکارا بودند. این زوج ارمنی پس از مهاجرت به فرانسه در سال دهه ۱۹۲۰ همدیگر را ملاقات نمودند. رزی از سن چهار خوانندگی می‌کنند.
پس از زمین‌لرزه ۱۹۸۸ ارمنستان، شارل آزناوور از رزی آرمن دعوت نمود تا در کنار وی و سایر خوانندگان ترانه برای شما ارمنستان را اجرا نماید ترانه‌ای که برای ۱۰ هفته متوالی در رتبه ۵۰ ترانه برتر فرانسه قرار داشت.

## نگارخانه

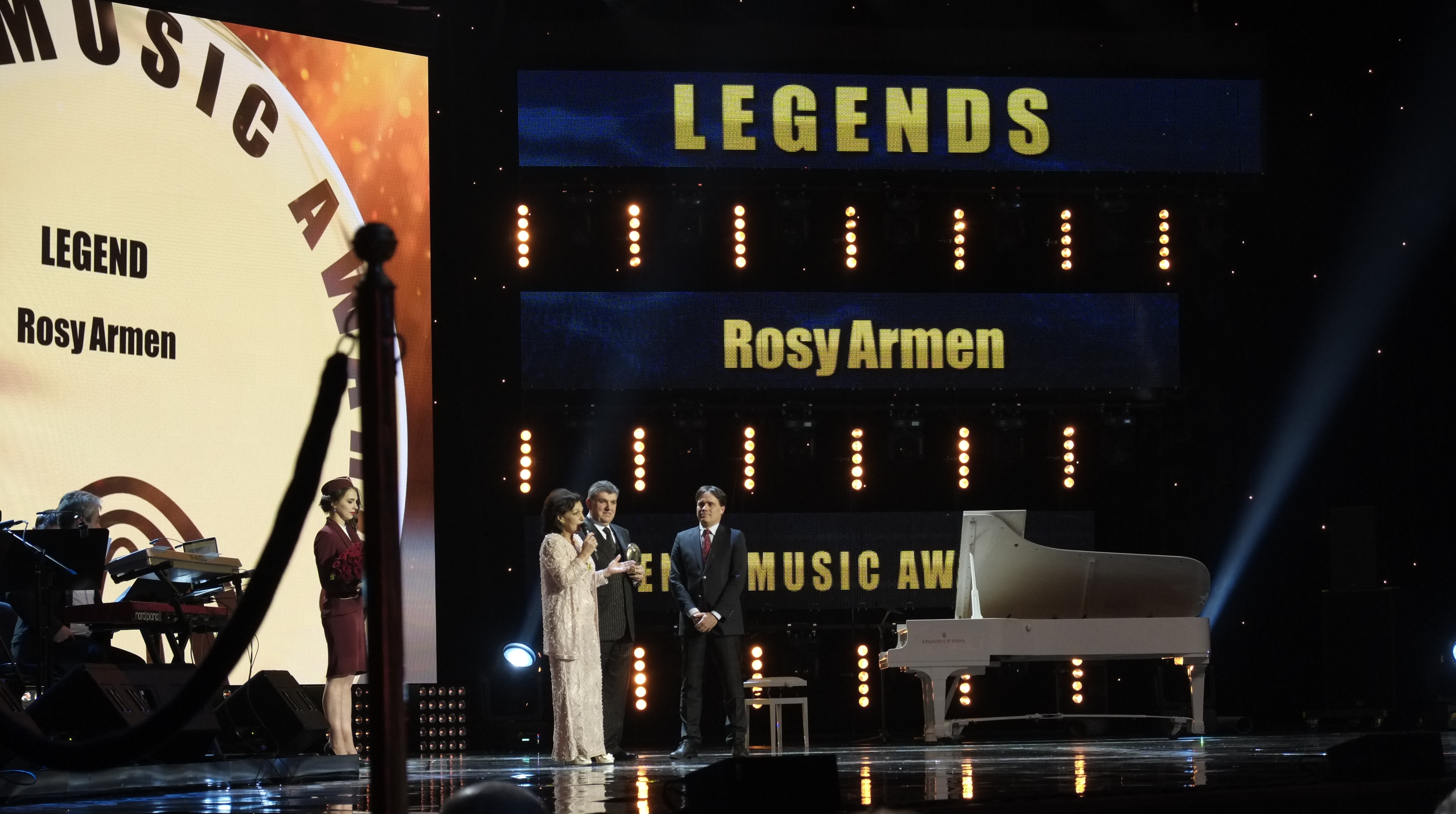
جوایز موسیقی در آوریل ۲۰۱۵ - مسکو.